# Сатанинское зелье
«Сатанинское зелье» (нем. Satansbraten) — кинофильм Райнера Вернера Фасбиндера, снятый в 1976 году.

## Сюжет
Поэт Вальтер Кранц (Курт Рааб) переживает творческий кризис. Будучи однажды назван «поэтом революции», теперь он не способен написать ни строчки. Творческая импотенция напрямую влияет на ухудшение финансового положения Кранца: в издательстве отказываются выдавать гонорар ни за что, а задаток Кранц уже давно истратил. Вместе с долгами жизнь поэта омрачает неудачный брак и необходимость содержания умственно отсталого брата (Фолькер Шпенглер). Переломным моментом оказывается спонтанное убийство Кранцем своей богатой любовницы, которое словно открыло в нем второе дыхание. Однако оказалось, что прекрасное стихотворение «Альбатрос», написанное им после стольких лет молчания, на самом деле является плагиатом стихотворения классика немецкой литературы Штефана Георге. И тогда Кранцем овладевает безумная идея — стать Штефаном Георге.

## В ролях
- Курт Рааб — Вальтер Кранц
- Маргит Карстенсен — Андре, почитательница Вальтера
- Хелен Вита — Луиза Кранц, жена Вальтера
- Фолькер Шпенглер — Эрнст Кранц, брат Вальтера
- Ингрид Кавен — Лиза, любовница Вальтера
- Улли Ломмель — Лауф, детектив
- Армин Майер — Штрихер
- Катерина Буххаммер — Ирмгарт фон Витцлбен, покровительница Вальтера
- Витус Цеплихаль — Урс, поклонник Вальтера

## Производство
Фильм снят кинокомпанией Albatros-Filmproduktion совместно с Trio Film. Бюджет составил 600 000 немецких марок. Съемочный период — 29 дней (14 дней в октябре 1975, 15 дней в январе-феврале 1976). Премьера состоялась 7 октября 1976 года на неделе кино в Мангейме. Формат фильма: 35 mm, цветная пленка. Прокат фильма в 2003 году собрал в кинотеатрах 162 885 долларов США.